# Jacques-albums
De Jacques-albums zijn een reeks plaatjesalbums uitgegeven door het Belgische chocolademerk Jacques. De albums moesten worden aangekocht en de plaatjes werden gratis bijgeleverd in de verpakking van de chocoladerepen. 
In tegenstelling tot een aantal andere Belgische plaatjesboeken, die vaak een aparte Nederlandse en Franse versie hebben, zijn de oudere Jacques-albums tweetalig. In de lijst vermelden we enkel de Nederlandse titels. De latere edities zijn eentalig.
Tegenwoordig zijn de Jacques-albums een verzamelobject geworden. Volledige albums, dus met alle plaatjes ingekleefd, gaan voor hoge prijzen over de toonbank. 

## Tweetalige albums van Jacques
- De geïllustreerde sport (oblong) (met harde kaft)
- Onze Kongo, (oblong), (met harde kaft)
- Menschenrassen (vierkant formaat) (met zachte kaft)
- Leerrijke chromo's 1ste reeks (vierkant formaat) (met zachte kaft)
- Leerrijke chromo's 2e reeks (vierkant formaat) (met zachte kaft)
- Leerrijke chromo's 3e reeks (vierkant formaat) (met zachte kaft)
- De ruimtevaart (vierkant formaat) (met zachte kaft)
- XXe eeuw, (vierkant formaat) (met zachte kaft)
- Het grote raadsel van de oceanen (vierkant formaat) (met zachte kaft)
- Auto's 1962 in de gemeenschappelijke markt (vierkant formaat) (met zachte kaft)
- Auto's 1954, (oblong), (zachte kaft)
- Historisch overzicht van de auto, (oblong), (zachte kaft)
- Historiek van de locomotief, (oblong), (zachte kaft)
- Ongewone sporten (vierkant formaat) (met zachte kaft)
- Pinocchio in de ruimte (vierkant formaat ) (zachte kaft)
- De auto's 1964 in de wereld ( vierkant formaat ( zachte kaft)
- De automobielwereld 1966 (vierkant formaat) (zachte kaft)

## Eentalige albums van Jacques
- Het nieuwe gelaat van Europa, album 1 (rechthoekig formaat)
- Het nieuwe gelaat van Europa, album 2 (rechthoekig formaat)
- Het nieuwe gelaat van Europa, album 3 (rechthoekig formaat)
- Het nieuwe gelaat van Europa, album 4 (rechthoekig formaat)
- Aardrijkskunde van België, album 1 (rechthoekig formaat)
- Aardrijkskunde van België, album 2 (rechthoekig formaat)
- Aardrijkskunde van België, album 3 (rechthoekig formaat)
- Aardrijkskunde van België, album 4 (rechthoekig formaat)